# Beppie Rijkens-Culp
Julia Bertha Beppie Rijkens-Culp (geboren 23. Juli 1884 in Groningen; gestorben 14. Juni 1958 in Amsterdam) war eine niederländische Pianistin.

## Leben
Beppie Culp wurde am 23. Juli 1884 in Groningen geboren. Sie war die Tochter des Musikers und Unternehmers Baruch Culp (1848–1933) und Sara Cohen (1852–1936). Sie wuchs in Groningen in einer jüdischen Musikerfamilie auf, ihre ältere Schwester war die Sängerin Julia Culp. Ihr Vater ergänzte sein Gehalt als Orchestermusiker durch die Leitung von Amateurkompanien, das Vermieten von Kostümen und den Verkauf von Noten. Dank ihrer Mutter erhielten „Beppie“ und „Juultje“ neben Geigen- und Klavierunterricht auch eine gute Schulausbildung. Sie musizierten in ihrer Jugend viel zusammen, aber als Juultje das Amsterdamer Konservatorium besuchte, hörte dies auf. 1903 zog Beppie zu ihrer Schwester, die sich mittlerweile als Sängerin in Berlin etabliert hatte. Sie kochte für sie, probte mit ihr und trat mit ihr am deutschen Kaiserhof auf. Als ihre Schwester 1905 einen wohlhabenden deutschen Bauunternehmer heiratete, trat Beppie Culp kurzzeitig mit niederländischen Musikern in New York City auf. 1906 kehrte sie nach Berlin zurück und probte erneut mit Julia Culp. 1908 kehrte sie nach Groningen zurück, um den Arzt Rein Rijkens (1868–1938) zu heiraten, den sechzehn Jahre älteren Sohn eines nichtjüdischen Kaufmanns.
Mit ihrem Mann zog sie nach Amsterdam. Dort wurde 1913 ihr Sohn Rein Rijkens junior geboren. Sie betätigte sich in Amsterdam hauptsächlich als Hausfrau, gab aber auch Klavier- und Gesangsunterricht, trat auf und machte Aufnahmen. Kurz nach 1915 ließ sich Rijkens als praktischer Arzt in der Jacob Obrechtstraat nieder. Zu seinen Patienten gehörte der Maler Jan Sluijters, dessen Frau nahm Klavierunterricht bei Rijkens-Culp und er selbst malte ihr Porträt um 1925. Zu den engsten Freunden des Ehepaars Rijkens-Culp gehörte der Dramatiker Herman Heijermans. Als er 1920 in großen finanziellen Nöten war, sammelte Beppie Rijkens-Culp Geld für ihn. Sie pflegte viel Kontakt zu ihrer mittlerweile berühmten Schwester in Deutschland und trat gelegentlich mit ihr in Amsterdam auf.

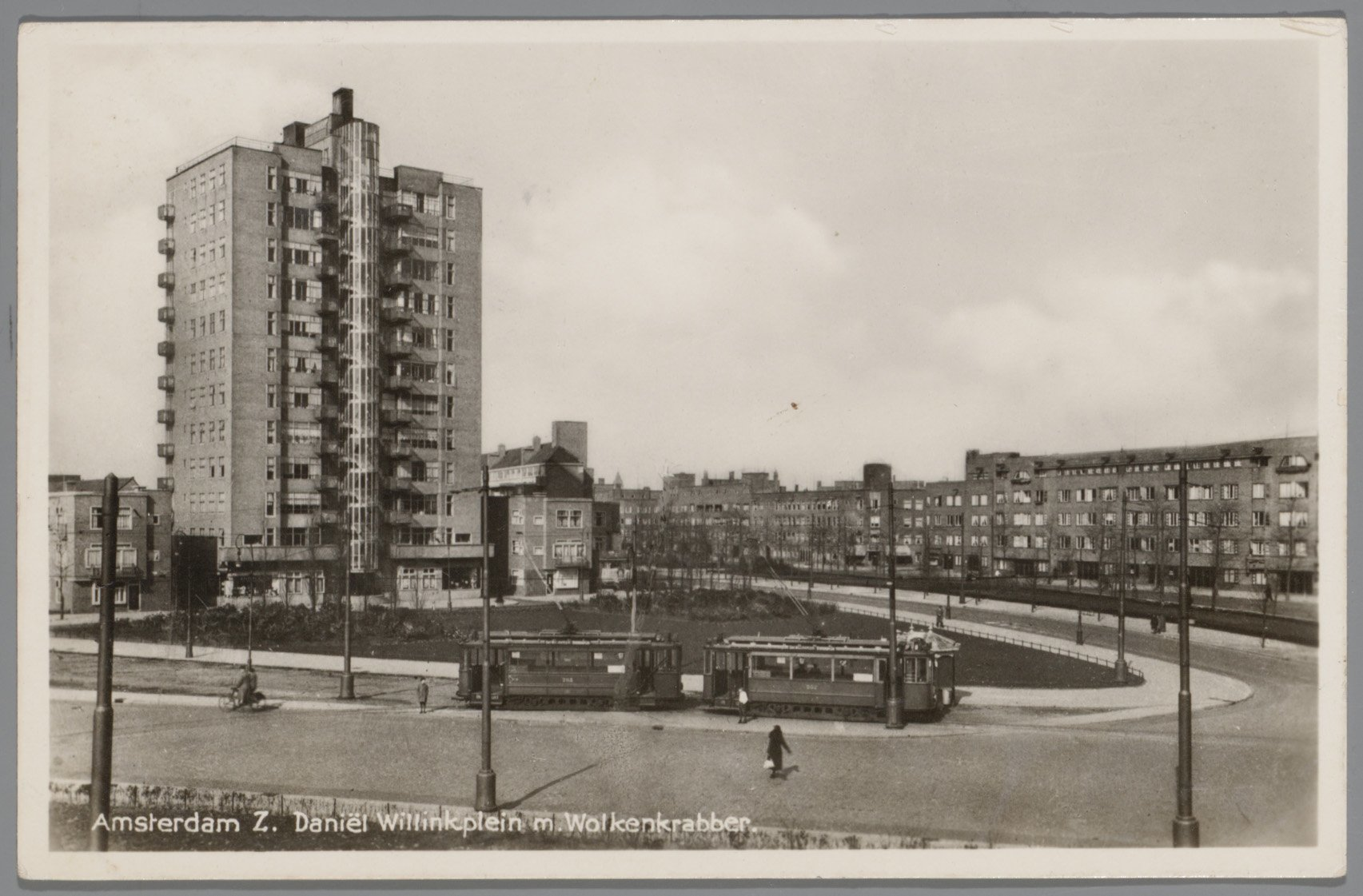
Daniël Willinkplein mit Wolkenkratzer

Rijkens gab seine Arztpraxis 1933 auf und das Paar zog in eine Parterrewohnung an der Valeriusterras. Rijkens-Culp war auch sozial aktiv, sie gehörte ab 1936 dem Vorstand des neu gegründeten „Internationaal Archief voor de Vrouwenbeweging“ (heute Atria, instituut voor vrouwengeschiedenis) an. Ihr Mann Rein Rijkens starb im Oktober 1938. Im selben Monat zog ihre Schwester Julia bei ihr ein, nachdem sie aus Nazi-Deutschland geflohen war. Sie zogen gemeinsam 1939 in die Herengracht und im Februar 1940 in eine Wohnung im fünften Stück des „Skyscrabber“ am Daniël Willinkplein. Durch die Amsterdamer Familie Schöffer erhielten sie 1942 gefälschte Ausweise, Beppie Rijkens-Culp auf den Namen „Bep Coenen“. Sie tauchten im September unter, doch im November 1943 gelang es ihr Immunität vor Strafverfolgung zu erlangen. Sie musste keinen Davidstern tragen und würde nicht abgeschoben werden. Auch Julia konnte das 1944 erreichen und so konnten beide wieder in ihre Wohnung einziehen. Der Sohn von Beppie Rijkens-Culp hatte dafür gesorgt, dass die Miete bezahlt wurde.
Die Schwestern überlebten den Krieg und machten weiterhin jeden Tag Musik in ihrem Zuhause im Wolkenkratzer. Dort waren auch neue Talente und Zuhörer immer willkommen. 1948 besuchte sie beispielsweise der deutsch-amerikanische Schriftsteller Klaus Mann. In seinem Taschentagebuch notierte er: „besuchte [...] Julia Kulp (berühmte alte Sängerin) und Peppy Reintel (?). Eher gemütliches Damengespräch“.
Im Juni 1958 starb Beppie Rijkens-Culp im Alter von 73 Jahren an einer Tumorerkrankung. Sie wurde in Velsen eingeäschert.
Beppie Rijkens-Culp hat musikalisch immer im Schatten von Julia Culp gestanden. Obwohl Julia in der Presse immer wieder erklärte, dass niemand sie als Begleitmusikerin so gut wahrnahm wie ihre eigene Schwester, wurde Beppie nie als Pianistin berühmt. Das empfand ihre Mutter als ungerecht. Nach einem Auftritt ihrer Töchter im Concertgebouw im Jahr 1930 wurde sie mit Komplimenten für Julia überschüttet. Sie reagierte darauf sehr emotional: „Was ist mit Beppie? [...] Ohne Beppie hätte Julia nie so schön singen können!“